# Glory to the Brave (single)
Glory to the Brave is de allereerste muziekuitgave van de Zweedse band HammerFall. De single is afkomstig van het album Glory to the Brave. Het nummer werd opgenomen als eerbetoon aan Joachim Cans' overleden grootvader. Toen deze single opgenomen werd, was de bezetting van de band als volgt:
| Naam           | Functie                       |
| -------------- | ----------------------------- |
| Joacim Cans    | leadzanger, achtergrondzanger |
| Oscar Dronjak  | gitarist, achtergrondzanger   |
| Stefan Elmgren | leadgitarist                  |
| Magnus Rosén   | basgitarist                   |
| Patrik Räfling | drummer                       |

## Tracklist
| Nr. | Titel                            | Schrijver(s)                      | Duur |
| --- | -------------------------------- | --------------------------------- | ---- |
| 1.  | Glory to the Brave (radioversie) | Dronjak, Cans, Jesper Strömblad   | 5:03 |
| 2.  | Ravenlord                        | Harald Spangler, Stefan Kauffmann | 3:31 |
| 3.  | I Believe (live)                 | Peter Stålfors, Cans              | 4:13 |
| 4.  | Glory to the Brave               | Dronjak, Cans, Strömblad          | 7:18 |

Op de eerste versies van de single stond een liveversie van "The Metal Age".